# PC Building Simulator
PC Building Simulator ist ein Simulationsspiel, in welchen es darum geht PCs zusammenzustellen und zu reparieren. Das Spiel wurde am 27. März 2018 in der Early access auf Steam veröffentlicht.
Im März 2022 wurde eine Fortsetzung des Spiels angekündigt, die noch vor Ende des Jahres erscheinen soll.

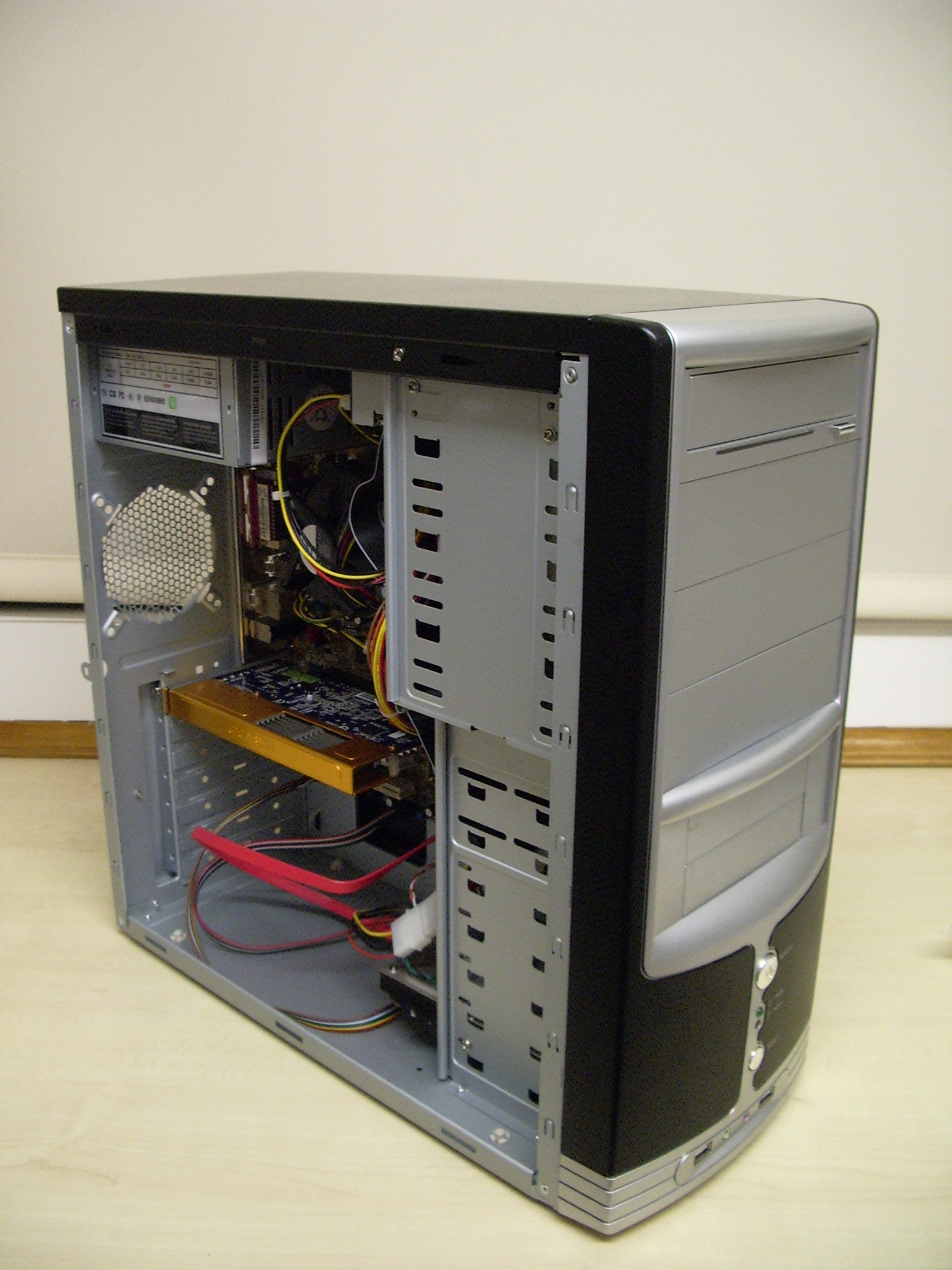
In dem Spiel schraubt der Spieler an PCs herum

## Spielprinzip

### Karriere-Modus
Im „Karriere-Modus“ führt der Spieler eine PC-Reparaturwerkstatt und kümmert sich dabei um Reparatur und Zusammenbau von Computern sowie den Kauf von neuen Komponenten, Management-Aufgaben und die Installation und Arbeit mit Software. Im Spiel kommen dabei immer neue Kunden mit neuen Wünschen und zu lösenden System-Fehlern, und der Spieler schaltet durch das Erfüllen von Aufträgen neue Dinge frei und erhält Geld. Aufträge sind z. B. der Einbau und Austausch von Komponenten, die Computerreparatur und das Entfernen von Schadprogrammen.

### Bau-Ansicht
Bei dem Bau bzw. der Reparatur steht der Spieler vor einem leeren Computergehäuse, welches er mit Hardwarekomponenten wie einem Netzteil, einem Mainboard, einer Grafikkarte, einem Lüfter, einem Prozessor oder einer Festplattenlaufwerk versehen kann. Diese Komponenten können ein- bzw. abgeschraubt und verbaut werden und mit entsprechenden Kabeln untereinander verbunden werden. Dabei helfen eine Anleitung, die dem Spieler im Spiel zeigt was er tun soll, und eine Checkliste, die der Spieler abarbeiten soll. Auch Software kann auf dem Computer, auf dem das fiktive Betriebssystem Omega OS läuft, installiert und gewartet werden.
Einige der Komponenten sind dabei echten Herstellern wie AMD, Cooler Master, Corsair Memory, EVGA, Gigabyte Technology oder Micro-Star International nachempfunden und wurden lizenziert. Daneben gibt es aber auch fiktive Hersteller.

### Freier Modus
In einem freien Modus kann der Spieler ohne finanzielle und sonstige Einschränkungen von außen Computer zusammenbauen. Neulinge können den Modus How to build a PC spielen, um an die Funktionen des Spiels und die grundlegenden technischen Hintergründe herangeführt zu werden.

## Entwicklung und Veröffentlichung

### Alpha und Early access
Bereits in der frühen Alpha-Version wurde das Spiel bereits über 500.000 Mal heruntergeladen.
Am 27. März 2018 wurde das Spiel auf Steam offiziell in der Early-access-Version veröffentlicht. Seit Mitte April 2018 ist das Spiel auch in deutscher Sprache verfügbar. Das Spiel wird von The Irregular Corporation entwickelt und vermarktet.

### Zukünftige Versionen und Updates
Fehlende Funktionen wie Kabel-Management, Case Modding, RAID und weitere Benchmark-Optionen sollen in kommenden Updates hinzugefügt werden. Die Early-access-Phase soll zwischen zwei und drei Monaten dauern.

## Rezeption
Spieletipps.de sieht unter anderem das Spiel als eine kostengünstigere virtuelle Alternative gegenüber den vergleichsweise teuren Komponenten im realen Hardware-Wettrüsten an, welches versucht, den Prozess möglichst detailreich abzubilden. Allerdings mangelt es dem Spiel auch an längerem Spielspaß, da es zu einfach und kleinteilig dargestellt sei und einige Funktionen und Sachverhalte auch nicht richtig dargestellt werden. Außerdem biete der Karriere-Modus nicht genug Abwechslung und wird auf Dauer als zu einfach und nicht herausfordernd genug empfunden und der freie Modus wird ebenfalls aufgrund eingeschränkter Möglichkeiten schnell langweilig. Dafür vermittelt das Spiel aber auch wie eintönig und trist der Alltag in der Computerreparatur sein kann. Chip Online kritisiert außerdem fehlende Hersteller und Funktionen, lobt aber das Konzept, welches eine interessante Simulation für Technik-Fans darstellt.
Golem.de sagt außerdem, dass das Spiel viele Konzepte aus bekannten Spielen verwendet und versucht spielerisch-didaktisch zu zeigen, wie Computer zusammengestellt werden, aber dabei auch sehr viele Produktplatzierungen und Werbung enthält, die allerdings auch zur Immersion beitragen soll. Außerdem wird die Steuerung per Drag and Drop als innovativ beschrieben. Eine ausführliche Fehlerdiagnose und -behebung fehlen dem Spiel und stattdessen kriegt der Spieler einen klaren Weg vorgeben, was nicht realistisch ist. PC-Neulinge werden aber durch die leicht zugängliche Steuerung, die vielen Beschreibungen und Visualisierungen gut in das Thema eingeführt.
Auf Steam wurde das Spiel mit 91 % positiven Nutzerbewertungen als sehr positiv bewertet.